# Rhyacophila yukii
Rhyacophila yukii là một loài Trichoptera trong họ Rhyacophilidae. Chúng phân bố ở miền Cổ bắc.